# Xilam
Xilam Animation — французька анімаційна студія. Заснована у 1999 році продюсером Марком дю Понтавісом на базі компанії Gaumont Multimédia.
Починаючи з 2002 року компанія має лістинг акцій на Паризькій фондовій біржі.
У 2003 році компанія випустила перший повнометражний анімаційний фільм з використанням комп'ютерної графіки.
У 2008 році компанія викупила в'єтнамську анімаційну студію Armada.
У 2019 році було оголошено що Xilam придбає 50.1 % акцій французької комп'ютерної студії Cube Creative. Угода була завершена 20 січня 2020 року.

## Продукція

### Серіали
- 1997–2006 — Space Goofs
- 1997 — Dragon Flyz
- 1997 — Sky Dancers
- 2000–2018 — Оггі та кукарачі
- 2001 — Лакі Люк
- 2003 — Ratz
- 2006 — Shuriken School
- 2006 — Rantanplan
- 2007 — Rahan
- 2009 — Mr. Baby
- 2010 — Зіг і Шарко
- 2016 — Початок часів
- 2021 — Чіп і Дейл: Життя в парку

### Повнометражні фільми
- 2003 — Каєна: Пророцтво
- 2007 — Лакі Люк: Шлях на Захід
- 2013 — Оггі повертається
- 2019 — Я втратив своє тіло